# George Follmer
George Follmer, ameriški dirkač Formule 1, *27. januar 1934, Phoenix, Arizona, ZDA.
George Follmer je upokojeni ameriški dirkač Formule 1. Debitiral je v sezoni 1973, ki je bila tudi njegova edina sezona Formule 1 v karieri. Že na prvi dirki kariere se je uvrstil med dobitnike točk s šestim mestom na tretji dirki sezone za Veliko nagrado Južne Afrike. Na naslednji dirki Veliko nagrado Španije pa je dosegel tretje mesto, svoj najboljši rezultat kariere. Toda po odličnem začetku se mu na naslednjih enajstih dirkah ni več uspelo uvrstiti višje od desetega mesta, tudi zaradi tega pa se je njegova kariera Formule 1 zaključila.

## Popolni rezultati Formule 1
(legenda) (odebeljene dirke pomenijo najboljši štartni položaj, poševne pa najhitrejši krog, †-uvrščen kljub odstopu)
| Leto | Moštvo | Šasija | Motor | 1     | 2     | 3       | 4       | 5      | 6       | 7      | 8      | 9       | 10      | 11     | 12     | 13     | 14     | 15  | Prv | Toč |
| ---- | ------ | ------ | ----- | ----- | ----- | ------- | ------- | ------ | ------- | ------ | ------ | ------- | ------- | ------ | ------ | ------ | ------ | --- | --- | --- |
| 1973 | Shadow | ARG    | BRA   | JAR 6 | ŠPA 3 | BEL Ret | MON DNS | ŠVE 14 | FRA Ret | VB Ret | NIZ 10 | NEM Ret | AVT Ret | ITA 10 | KAN 17 | ZDA 14 | Shadow | 13. | 5   |     |